# Coppa Davis 1999
La Coppa Davis 1999 è stata l'88ª edizione del più importante torneo fra squadre nazionali di tennis maschile. Sedici squadre hanno preso parte al Gruppo Mondiale, 128 in totale.  L'Australia vinse la finale contro la Francia nella Acropolis Exhibition Hall di Nizza in Francia. L'Australia vinse il 22º titolo della sua storia.

## Gruppo Mondiale
| Squadre partecipanti | Squadre partecipanti | Squadre partecipanti | Squadre partecipanti |
| Australia            | Belgio               | Brasile              | Rep. Ceca            |
| Francia              | Germania             | Regno Unito          | Italia               |
| Paesi Bassi          | Russia               | Slovacchia           | Spagna               |
| Svezia               | Svizzera             | Stati Uniti          | Zimbabwe             |
| -------------------- | -------------------- | -------------------- | -------------------- |

### Tabellone
|  | Primo turno 2-4 aprile                     | Primo turno 2-4 aprile               | Primo turno 2-4 aprile    |                              |             | Quarti di finale 16-18 luglio | Quarti di finale 16-18 luglio   | Quarti di finale 16-18 luglio |  |   | Semifinali 24-26 settembre | Semifinali 24-26 settembre    | Semifinali 24-26 settembre |   |  | Finale 3-5 dicembre | Finale 3-5 dicembre | Finale 3-5 dicembre |
|  |                                            |                                      |                           |                              |             |                               |                                 |                               |  |   |                            |                               |                            |   |  |                     |                     |                     |
|  | Trollhättan, Svezia (Sintetico indoor)     |                                      |                           |                              |             |                               |                                 |                               |  |   |                            |                               |                            |   |  |                     |                     |                     |
|  | S                                          | Svezia                               | 2                         |                              |             |                               |                                 |                               |  |   |                            |                               |                            |   |  |                     |                     |                     |
|  | S                                          | Svezia                               | 2                         | Mosca, Russia (Terra indoor) |             |                               |                                 |                               |  |   |                            |                               |                            |   |  |                     |                     |                     |
|  |                                            | Slovacchia                           | 3                         |                              |             |                               |                                 |                               |  |   |                            |                               |                            |   |  |                     |                     |                     |
|  |                                            | Slovacchia                           | 3                         |                              | Slovacchia  | 2                             |                                 |                               |  |   |                            |                               |                            |   |  |                     |                     |                     |
|  | Francoforte, Germania (Sintetico indoor)   |                                      |                           |                              | Slovacchia  | 2                             |                                 |                               |  |   |                            |                               |                            |   |  |                     |                     |                     |
|  |                                            | S                                    | Russia                    | 3                            |             |                               |                                 |                               |  |   |                            |                               |                            |   |  |                     |                     |                     |
|  |                                            | S                                    | Russia                    | 3                            | Germania    | 2                             |                                 |                               |  |   |                            |                               |                            |   |  |                     |                     |                     |
|  |                                            |                                      |                           |                              | Germania    | 2                             | Brisbane, Australia (erba)      |                               |  |   |                            |                               |                            |   |  |                     |                     |                     |
|  | S                                          | Russia                               | 3                         |                              |             |                               |                                 |                               |  |   |                            |                               |                            |   |  |                     |                     |                     |
|  | S                                          | Russia                               | 3                         |                              |             |                               |                                 |                               |  | S | Russia                     | 1                             |                            |   |  |                     |                     |                     |
|  | Birmingham, Gran Bretagna (Cemento indoor) |                                      |                           |                              |             |                               |                                 |                               |  | S | Russia                     | 1                             |                            |   |  |                     |                     |                     |
|  |                                            | S                                    | Australia                 | 4                            |             |                               |                                 |                               |  |   |                            |                               |                            |   |  |                     |                     |                     |
|  | S                                          | S                                    | Australia                 | 4                            | Stati Uniti | 3                             |                                 |                               |  |   |                            |                               |                            |   |  |                     |                     |                     |
|  | S                                          | Chestnut Hill, Stati Uniti (Cemento) |                           |                              | Stati Uniti | 3                             |                                 |                               |  |   |                            |                               |                            |   |  |                     |                     |                     |
|  |                                            | Regno Unito                          | 2                         |                              |             |                               |                                 |                               |  |   |                            |                               |                            |   |  |                     |                     |                     |
|  |                                            | Regno Unito                          | 2                         | S                            | Stati Uniti | 1                             |                                 |                               |  |   |                            |                               |                            |   |  |                     |                     |                     |
|  | Harare, Zimbabwe (Cemento indoor)          |                                      |                           | S                            | Stati Uniti | 1                             |                                 |                               |  |   |                            |                               |                            |   |  |                     |                     |                     |
|  |                                            | S                                    | Australia                 | 4                            |             |                               |                                 |                               |  |   |                            |                               |                            |   |  |                     |                     |                     |
|  | S                                          | S                                    | Australia                 | 4                            | Australia   | 4                             |                                 |                               |  |   |                            |                               |                            |   |  |                     |                     |                     |
|  | S                                          |                                      |                           |                              | Australia   | 4                             |                                 |                               |  |   |                            | Nizza, Francia (Terra indoor) |                            |   |  |                     |                     |                     |
|  |                                            | Zimbabwe                             | 1                         |                              |             |                               |                                 |                               |  |   |                            |                               |                            |   |  |                     |                     |                     |
|  |                                            |                                      |                           |                              |             |                               |                                 |                               |  |   |                            | S                             | Australia                  | 3 |  |                     |                     |                     |
|  | Nîmes, Francia (Terra indoor)              |                                      |                           |                              |             |                               |                                 |                               |  |   |                            | S                             | Australia                  | 3 |  |                     |                     |                     |
|  |                                            | S                                    | Francia                   | 2                            |             |                               |                                 |                               |  |   |                            |                               |                            |   |  |                     |                     |                     |
|  |                                            | S                                    | Francia                   | 2                            | Paesi Bassi | 1                             |                                 |                               |  |   |                            |                               |                            |   |  |                     |                     |                     |
|  |                                            | Pau, Francia (Sintetico indoor)      |                           |                              | Paesi Bassi | 1                             |                                 |                               |  |   |                            |                               |                            |   |  |                     |                     |                     |
|  | S                                          | Francia                              | 4                         |                              |             |                               |                                 |                               |  |   |                            |                               |                            |   |  |                     |                     |                     |
|  | S                                          | Francia                              | 4                         |                              | S           | Francia                       | 3                               |                               |  |   |                            |                               |                            |   |  |                     |                     |                     |
|  | Lleida, Spagna (Terra)                     |                                      |                           |                              | S           | Francia                       | 3                               |                               |  |   |                            |                               |                            |   |  |                     |                     |                     |
|  |                                            |                                      | Brasile                   | 2                            |             |                               |                                 |                               |  |   |                            |                               |                            |   |  |                     |                     |                     |
|  |                                            | Brasile                              | Brasile                   | 2                            | 3           |                               |                                 |                               |  |   |                            |                               |                            |   |  |                     |                     |                     |
|  |                                            | Brasile                              |                           |                              | 3           |                               | Pau, Francia (Sintetico indoor) |                               |  |   |                            |                               |                            |   |  |                     |                     |                     |
|  | S                                          | Spagna                               | 2                         |                              |             |                               |                                 |                               |  |   |                            |                               |                            |   |  |                     |                     |                     |
|  | S                                          | Spagna                               | 2                         |                              |             |                               |                                 |                               |  | S | Francia                    | 4                             |                            |   |  |                     |                     |                     |
|  | Gand, Belgio (Terra indoor)                |                                      |                           |                              |             |                               |                                 |                               |  | S | Francia                    | 4                             |                            |   |  |                     |                     |                     |
|  |                                            |                                      | Belgio                    | 1                            |             |                               |                                 |                               |  |   |                            |                               |                            |   |  |                     |                     |                     |
|  |                                            | Belgio                               | Belgio                    | 1                            | 3           |                               |                                 |                               |  |   |                            |                               |                            |   |  |                     |                     |                     |
|  |                                            | Belgio                               | Bruxelles, Belgio (Terra) |                              | 3           |                               |                                 |                               |  |   |                            |                               |                            |   |  |                     |                     |                     |
|  | S                                          | Rep. Ceca                            | 2                         |                              |             |                               |                                 |                               |  |   |                            |                               |                            |   |  |                     |                     |                     |
|  | S                                          | Rep. Ceca                            | 2                         |                              |             | Belgio                        | 3                               |                               |  |   |                            |                               |                            |   |  |                     |                     |                     |
|  | Neuchâtel, Svizzera (Sintetico indoor)     |                                      |                           |                              |             | Belgio                        | 3                               |                               |  |   |                            |                               |                            |   |  |                     |                     |                     |
|  |                                            |                                      | Svizzera                  | 2                            |             |                               |                                 |                               |  |   |                            |                               |                            |   |  |                     |                     |                     |
|  |                                            | Svizzera                             | Svizzera                  | 2                            | 3           |                               |                                 |                               |  |   |                            |                               |                            |   |  |                     |                     |                     |
|  |                                            | Svizzera                             |                           |                              | 3           |                               |                                 |                               |  |   |                            |                               |                            |   |  |                     |                     |                     |
|  | S                                          | Italia                               | 2                         |                              |             |                               |                                 |                               |  |   |                            |                               |                            |   |  |                     |                     |                     |

### Finale
| Francia 2 | Acropolis Exhibition Hall, Nizza, Francia 3-5 dicembre 1999 Terra (indoor) | Acropolis Exhibition Hall, Nizza, Francia 3-5 dicembre 1999 Terra (indoor) | Australia 3 |     |     |     |   |  |
| \| \| \| \| 1 \| 2 \| 3 \| 4 \| 5 \| \| \| - \| \| ------------------------------------------------------------------- \| ---- \| --- \| --- \| --- \| - \| \| \| 1 \| \| Sébastien Grosjean Mark Philippoussis \| 4 6 \| 2 6 \| 4 6 \| \| \| \| \| 2 \| \| Cédric Pioline Lleyton Hewitt \| 7 68 \| 7 6 \| 7 5 \| \| \| \| \| 3 \| \| Olivier Delaître / Fabrice Santoro Todd Woodbridge / Mark Woodforde \| 6 2 \| 5 7 \| 2 6 \| 2 6 \| \| \| \| 4 \| \| Cédric Pioline Mark Philippoussis \| 3 6 \| 7 5 \| 1 6 \| 2 6 \| \| \| \| 5 \| \| Sébastien Grosjean Lleyton Hewitt \| 6 4 \| 6 3 \| \| \| \| \| |                                                                            |                                                                            |             |     |     |     |   |  |
| |                                                                            |                                                                            | 1           | 2   | 3   | 4   | 5 |  |
| 1 | Francia (bandiera) · Australia (bandiera)                                  | Sébastien Grosjean Mark Philippoussis                                      | 4 6         | 2 6 | 4 6 |     |   |  |
| 2 | Francia (bandiera) · Australia (bandiera)                                  | Cédric Pioline Lleyton Hewitt                                              | 7 68        | 7 6 | 7 5 |     |   |  |
| 3 | Francia (bandiera) · Australia (bandiera)                                  | Olivier Delaître / Fabrice Santoro Todd Woodbridge / Mark Woodforde        | 6 2         | 5 7 | 2 6 | 2 6 |   |  |
| 4 | Francia (bandiera) · Australia (bandiera)                                  | Cédric Pioline Mark Philippoussis                                          | 3 6         | 7 5 | 1 6 | 2 6 |   |  |
| 5 | Francia (bandiera) · Australia (bandiera)                                  | Sébastien Grosjean Lleyton Hewitt                                          | 6 4         | 6 3 |     |     |   |  |

## Turno di qualificazione al Gruppo Mondiale
Date: 24-26 settembre
| Impianto                                 | Squadra Ospitante | Punteggio | Squadra Ospite |
| ---------------------------------------- | ----------------- | --------- | -------------- |
| Pörtschach, Austria (Terra)              | Austria           | 3-2       | Svezia         |
| Harare, Zimbabwe (Cemento indoor)        | Zimbabwe          | 4-1       | Cile           |
| Tashkent, Uzbekistan (Cemento indoor)    | Uzbekistan        | 0-5       | Rep. Ceca      |
| Guayaquil, Ecuador (Terra)               | Ecuador           | 2-3       | Paesi Bassi    |
| Hamilton Nuova Zelanda (Cemento indoor)  | Nuova Zelanda     | 0-5       | Spagna         |
| Sassari, Italia (Terra)                  | Italia            | 3-2       | Finlandia      |
| Birmingham, Inghilterra (Cemento indoor) | Regno Unito       | 4-1       | Sudafrica      |
| Bucarest, Romania (Terra)                | Romania           | 1-4       | Germania       |

- Austria promossa al Gruppo Mondiale della Coppa Davis 2000.
- Repubblica Ceca, Germania, Gran Bretagna, Italia, Paesi Bassi, Spagna e Zimbabwe rimangono nel Gruppo Mondiale della Coppa Davis 2000.
- Cile (AMN), Ecuador (AMN), Finlandia (EA), Nuova Zelanda (AO), Romania (EA), Sudafrica (EA) ed Uzbekistan (AO) rimangono nel Gruppo I della Coppa Davis 2000.
- Svezia (EA) retrocessa nel Gruppo I della Coppa Davis 2000.

## Zona Americana

### Gruppo I
Squadre partecipanti
- Argentina
- Bahamas
- Canada
- Cile — promossa al Turno di qualificazione al Gruppo Mondiale
- Colombia
- Ecuador — promossa al Turno di qualificazione al Gruppo Mondiale
- Venezuela — retrocessa nel Gruppo II della Coppa Davis 2000

### Gruppo II
Squadre partecipanti
- Costa Rica
- Cuba
- Haiti — retrocessa nel Gruppo III della Coppa Davis 2000
- Messico
- Paraguay
- Perù — promossa al Gruppo I della Coppa Davis 2000
- Rep. Dominicana — retrocessa nel Gruppo III della Coppa Davis 2000
- Uruguay

### Gruppo III
Squadre partecipanti
- Antigua e Barbuda — retrocessa nel Gruppo IV della Coppa Davis 2000
- Antille Olandesi
- Bolivia
- El Salvador — promossa al Gruppo II della Coppa Davis 2000
- Giamaica
- Guatemala — promossa al Gruppo II della Coppa Davis 2000
- Honduras — retrocessa nel Gruppo IV della Coppa Davis 2000
- Panama

### Gruppo IV
Squadre partecipanti
- Barbados
- Bermuda
- Caraibi dell'Est
- Isole Vergini Americane
- Porto Rico — promossa al Gruppo III della Coppa Davis 2000
- Saint Lucia
- Trinidad e Tobago — promossa al Gruppo III della Coppa Davis 2000

## Zona Asia/Oceania

### Gruppo I
Squadre partecipanti
- Cina
- Corea del Sud
- Giappone
- India
- Libano
- Nuova Zelanda — promossa al Turno di qualificazione al Gruppo Mondiale
- Pakistan — retrocessa nel Gruppo II della Coppa Davis 2000
- Uzbekistan — promossa al Turno di qualificazione al Gruppo Mondiale

### Gruppo II
Squadre partecipanti
- Filippine
- Indonesia
- Iran
- Kazakistan
- Qatar — retrocessa nel Gruppo III della Coppa Davis 2000
- Sri Lanka — retrocessa nel Gruppo III della Coppa Davis 2000
- Taipei cinese
- Thailandia — promossa al Gruppo I della Coppa Davis 2000

### Gruppo III
Squadre partecipanti
- Arabia Saudita — retrocessa nel Gruppo IV della Coppa Davis 2000
- Bahrein — retrocessa nel Gruppo IV della Coppa Davis 2000
- Bangladesh
- Hong Kong — promossa al Gruppo II della Coppa Davis 2000
- Malaysia — promossa al Gruppo II della Coppa Davis 2000
- Oceania Pacifica
- Siria
- Tagikistan

### Gruppo IV
Squadre partecipanti
- Brunei
- Emirati Arabi Uniti
- Figi
- Giordania
- Iraq
- Kuwait — promossa al Gruppo III della Coppa Davis 2000
- Oman
- Singapore — promossa al Gruppo III della Coppa Davis 2000

## Zona Europea/Africana

### Gruppo I
Squadre partecipanti
- Austria — promossa al Turno di qualificazione al Gruppo Mondiale
- Bielorussia
- Croazia — retrocessa nel Gruppo II della Coppa Davis 2000
- Finlandia — promossa al Turno di qualificazione al Gruppo Mondiale
- Israele — retrocessa nel Gruppo II della Coppa Davis 2000
- Portogallo
- Romania — promossa al Turno di qualificazione al Gruppo Mondiale
- Sudafrica — promossa al Turno di qualificazione al Gruppo Mondiale
- Ucraina

### Gruppo II
Squadre partecipanti
- Bulgaria
- Costa d'Avorio
- Danimarca
- Grecia
- Irlanda
- Jugoslavia — retrocessa nel Gruppo III della Coppa Davis 2000
- Lettonia
- Macedonia — retrocessa nel Gruppo III della Coppa Davis 2000
- Marocco — promossa al Gruppo I della Coppa Davis 2000
- Norvegia
- Polonia
- Senegal — retrocessa nel Gruppo III della Coppa Davis 2000
- Slovenia
- Togo — retrocessa nel Gruppo III della Coppa Davis 2000
- Turchia
- Ungheria — promossa al Gruppo I della Coppa Davis 2000

### Gruppo III

#### Girone A
Squadre partecipanti
- Algeria — retrocessa nel Gruppo IV della Coppa Davis 2000
- Benin
- Bosnia ed Erzegovina
- Egitto — promossa al Gruppo II della Coppa Davis 2000
- Ghana — retrocessa nel Gruppo IV della Coppa Davis 2000
- Lussemburgo — promossa al Gruppo II della Coppa Davis 2000
- Nigeria
- Tunisia

#### Girone B
Squadre partecipanti
- Armenia
- Estonia — promossa al Gruppo II della Coppa Davis 2000
- Georgia
- Kenya — retrocessa nel Gruppo IV della Coppa Davis 2000
- Lituania — promossa al Gruppo II della Coppa Davis 2000
- Moldavia
- Monaco
- Zambia — retrocessa nel Gruppo IV della Coppa Davis 2000

### Gruppo IV

#### Girone A
Squadre partecipanti
- Cipro
- Etiopia
- Islanda — promossa al Gruppo III della Coppa Davis 2000
- Malta — promossa al Gruppo III della Coppa Davis 2000
- Sudan

#### Girone B
Squadre partecipanti
- Azerbaigian
- Botswana — promossa al Gruppo III della Coppa Davis 2000
- Madagascar — promossa al Gruppo III della Coppa Davis 2000
- San Marino
- Uganda